# Polska Federacja Pétanque
Polska Federacja Pétanque – polski związek sportowy, zrzeszający kluby sportowe specjalizujące się w Pétanque, zrzeszony w Międzynarodowej Federacji Pétanque i Gry Prowansalskiej (FIPJP) Siedziba Federacji znajduje się we Wrocławiu. PFP powstała 10 listopada 2002, a od roku 2003 jest członkiem FIPJP

## Zarząd

### Skład Zarządu PFP
Zarząd PFP wybierany jest przez zgromadzenie delegatów Kongresu Sprawozdawczo-Wyborczego na okres dwu lat. Jako pierwszego dokonuje się wyboru Prezesa. Następnie Zgromadzenie wybiera pozostałych członków Zarządu. Zarząd ma 14 dni na ukonstytuowanie się.
od 2014
- Jan Neugebauer – Prezes (klub macierzysty: ChTPF Chojnice)
- David Nourad - Wiceprezes,(Petanka Wrocław)
- Anna Wołoszczak – Sekretarz,(KP Jedlina)
- Piotr Milicki – Skarbnik,(Buler Śrem)
- Bogusław Biel – członek Zarządu,(Carbon Katowice)
- Witold Szwedkowski – członek Zarządu, (Carbon Katowice)

2012-2014
- Wioletta Śliż – Prezes, (gł. obszar aktywności: marketing, kontakty z zagranicą), (klub macierzysty: Żywiecki Klub Boules)
- Piotr Matczuk – Wiceprezes, (klasyfikacje, licencje, sprawy regulaminowe), (KS Petanka Wrocław)
- Ilona Pawlak – Sekretarz, (sprawy bieżące, korespondencja, marketing), (Śremski Klub Petanque)
- Arleta Neumann – Skarbnik, (sprawy finansowe), (Śremski Klub Przyjaciół Petanque „Buler”)
- Celina Lichnowska – członek Zarządu, (koordynator ds. juniorów), (Nyski Klub Petanque)
- Robert Nazarko – członek Zarządu, (koordynator ds. turniejów, sprawy regulaminowe), (Jeleniogórski Klub Petanque)
- Tomasz Skrzynecki – członek Zarządu, (marketing, kontakty z mediami, sprawy regulaminowe), (Klub Petanki Ciechan)

### Komisja Regulaminowa
Komisja powoływana jest przez Zarząd PFP
- Piotr Matczuk – Przewodniczący
- Adam Jodko
- Andrzej Śliż
- Witold Szwedkowski

## Sędziowie
Przy Zarządzie PFP działa Kolegium Sędziowskie wybrane w 204 roku w składzie:
1. Maciej Ziółkowski – przewodniczący
2. Andrzej Śliż – zastępca przewodniczącego
3. Grzegorz Kurowski - sekretarz
4. Urszula Klimaszewska
5. Ryszard Kowalski
6. Kamil Ladaczek
7. Jerzy Krawczyk
LISTA SĘDZIÓW PFP NA SEZON 2015:
1.  Balcerek Robert
2.  Barnak Marcin
3.  Biel Bogusław
4.  Caputa Jan
5.  Gofroń Piotr
6.  Grzenda Artur
7.  Hess Witold
8.  Jarmondowicz Marian
9.  Kiepsch Maciej
10. Klimaszewska Urszula
11. Kmieciak Zdzisław
12. Kolczak Wiesław
13. Kowalski Ryszard
14. Krawczyk Jerzy
15. Krot Krzysztof
16. Kurowski Grzegorz
17. Ladaczek Kamil
18. Longosz Piotr
19. Maćkowiak Krystian
20. Maćkowiak Marek
21. Mariampolski Dariusz
22. Matczuk Piotr
23. Mazurkiewicz Janusz
24. Milicki Piotr
25. Misiorny Mirosław
26. Neugebauer Jan
27. Nouraud Dawid
28. Parchanowicz Józef
29. Siara Daniel
30. Szulc Karol
31. Śliż Andrzej
32. Świsłocka Elżbieta
33. Tabaka Wiesław
34. Wielebski Robert
35. Wilk Stanisław
36. Woźnica Łukasz
37. Ziółkowski Maciej
38. Złotowski Leszek
Lista sędziów PFP na sezon 2015 przyjęta Uchwałą Kolegium Sędziów PFP z dn. 10.12.2014r

## Trenerzy
W Polsce pięćdziesiąt osób posiada Międzynarodowe Certyfikaty Instruktorskie Petanque I stopnia.

## Turnieje

### Liga PFP
Rozgrywki Polskiej ligi pétanque (klubowe mistrzostwa Polski) toczą się od 2003 roku. W 2008 roku stworzono podział na I i II ligę. W pierwszej lidze grało 6 klubów, a w drugiej 7. Od sezonu 2009 rozgrywki toczyły się w 3 ligach, przy czym III liga podzielona była na grupy: A i B.
Dalszy gwałtowny rozwój popularności petanki w Polsce zaowocował kolejnymi zmianami. Od sezonu 2011 rozgrywki toczą się nadal w trzech ligach jednak w każdej z lig gra 8 klubów.
W roku 2011 do rozgrywek nie przystąpił drugoligowy klub EKS „Kolektyw” Radwanice (co poskutkowało degradacją do III ligi) i trzecioligowy klub Ule-Boules Warszawa.
Klubowi mistrzowie Polski
- 2003: Karo Dzierżoniów (obecnie KSP Broen-Karo Dzierżoniów)
- 2004: Żywiecki Klub Boules
- 2005: Żywiecki Klub Boules, KSP Broen-Karo Dzierżoniów
- 2006: Żywiecki Klub Boules
- 2007: KSP Broen-Karo Dzierżoniów
- 2008: Żywiecki Klub Boules
- 2009: KSP Broen-Karo Dzierżoniów
- 2010: Żywiecki Klub Boules
- 2011: TS Liskowiak Lisków

### Mistrzostwa Polski
Mistrzostwa Polski (rozgrywki tripletów z 1 dopuszczalnym graczem rezerwowym) rozgrywa się w trzech kategoriach:
- Mistrzostwa Polski Seniorów,
- Mistrzostwa Polski Kobiet,
- Mistrzostwa Polski Juniorów (do 18. roku życia).

Aby wziąć udział w Mistrzostwach Polski lub eliminacjach do MPS należy posiadać ważną licencję PFP.
Zwycięzcy Mistrzostw Polski mają prawo do reprezentowania kraju na Mistrzostwach Świata lub Mistrzostwach Europy w odpowiedniej kategorii: seniorów, kobiet lub juniorów.
29 września 2008 we Wrocławiu po raz pierwszy odbyły się mistrzostwa Polski w strzale precyzyjnym.

### Puchar Polski
Rozgrywki pucharowe toczą się w następujących kategoriach:
- Puchar Polski Singli (fr. tête-à-tête),
- Puchar Polski Dubletów,
- Puchar Polski Tripletów,
- Puchar Polski Par Mieszanych (mikstów).

Oprócz turniejów ligowych, pucharowych oraz rangi mistrzowskiej organizuje się otwarte turnieje (openy).
Za zajmowanie miejsc w openach organizowanych pod patronatem Federacji, eliminacjach Mistrzostw Polski Seniorów oraz rozgrywkach o Puchar Polski zdobywa się punkty do Indywidualnej klasyfikacji zawodników. Punkty zdobywają jedynie licencjonowani zawodnicy.